# 이구영 (1920년)
노촌(老村) 이구영(李九榮, 1920년 ~ 2006년 10월 20일)은 대한민국의 한학자이다.

## 생애
이구영은 충북 제천에서 만석꾼 갑부이자 독립운동가 집안에서 태어났다. 그의 본관은 연안 이씨로, 문장가 월사 이정귀의 후손이며 부친 이주승과 작은아버지 이조승은 구한말 의병활동에 참여해 의병장들인 이강년과 유인석의 비서를 각각 지낸 전력이 있다. 
이구영은 벽초 홍명희, 위당 정인보 선생의 제자였으며, 일제 당시인 1943년 독서회 사건으로 1년간 옥고를 치렀다. 이구영은 북한에서는 김일성에게 연암 박지원 등 실학사상을 강의하였다.
1950년 9월 조선민주주의인민공화국으로 넘어갔다가 1958년 7월 부산에서 남파간첩으로 내려왔다가 접선에 실패하여 9월에 체포되었는데, 그를 체포한 경찰은 일제강점기에 그를 고문했던 형사였다.
남쪽 감옥에서는 22년 동안 수감생활을 했는데, 감옥에서 신영복, 심지연 등에게 한학과 서예를 가르쳤다.
1980년 출소해 경기 안양시에 이문학회를 창립, 후진에게 한학을 가르쳤다. 출소 후에 호서의병사적(湖西義兵事蹟)과 의병운동사적이라는 책을 출간하였다.
그리고 2006년 3월 7일에는 가지고 있던 독립운동 관련 자료를 충북 제천의 의병도서관에 기증했다.
같은 해 10월 20일 노환으로 경기도 안양 자택에서 사망하였다.
심지연 교수는 《역사는 남북을 묻지 않는다 : 격랑의 현대사를 온몸으로 살아온 노촌 이구영 선생의 팔십년 이야기》라는 책을 내었다.